# Otto i Elise Hampel
Otto i Elise Hampel eren una parella alemanya de classe treballadora que va crear un mètode senzill de protesta contra el nazisme a Berlín durant els anys mitjans de la Segona Guerra Mundial. Van escriure postals denunciant el govern de Hitler i les van deixar en llocs públics de la ciutat. Finalment, van ser capturats, jutjats i decapitat a la presó de Plötzensee de Berlín l'abril de 1943. Poc després de la fi de la guerra, el seu fitxer de la Gestapo va ser lliurat al novel·lista alemany Hans Fallada, i la seva història va inspirar la seva novel·la de 1947, traduïda a l'anglès i publicada el 2009 com Every Man Dies Alone (Alone in Berlin in the UK). La història es va rodar el 2016 com Alone in Berlin.

## Vida i resistència
Otto Hampel (21 de juny de 1897 - 8 d'abril de 1943) va néixer a Mühlbock, un suburbi de Wehrau, ara a Polònia, però llavors part d'Alemanya. Va servir a la Primera Guerra Mundial i després va ser treballador d'una fàbrica.
Elise Lemme (27 d'octubre de 1903 - 8 d'abril de 1943) va néixer a la zona de Bismark de Stendal. La seva educació va durar només a l'escola primària. Va treballar com a empleada domèstica i va ser membre de la Lliga Nacional Socialista de Dones.
La parella es va casar el 1935. Després de saber que el germà d'Elise havia estat assassinat en acció, els Hampel van fer esforços per fomentar la resistència contra el Tercer Reich. Des de setembre de 1940 fins a la seva detenció a la tardor de 1942, van escriure a mà més de 287 postals, les van deixar a les bústies i les van deixar a les escales de Berlín, sovint prop de Wedding, on vivien.
Les postals van instar la gent a negar-se a cooperar amb els nazis, a abstenir-se de donar diners, a rebutjar el servei militar i a enderrocar Hitler. Tot i que gairebé totes les postals es van portar immediatament a la Gestapo, les autoritats van trigar dos anys a trobar la parella. Els Hampel van ser denunciats a la tardor de 1942 i van ser detinguts. Otto va declarar a la policia que estava content de poder protestar contra Hitler i el Tercer Reich. En el judici al Volksgerichtshof, el "Tribunal Popular" nazi, els Hampel van ser condemnats per Wehrkraftzersetzung i per "preparar-se per a l'alta traïció". Tots dos van ser guillotinats el 8 d'abril de 1943 a la presó de Plötzensee, Berlín.

## Llegat

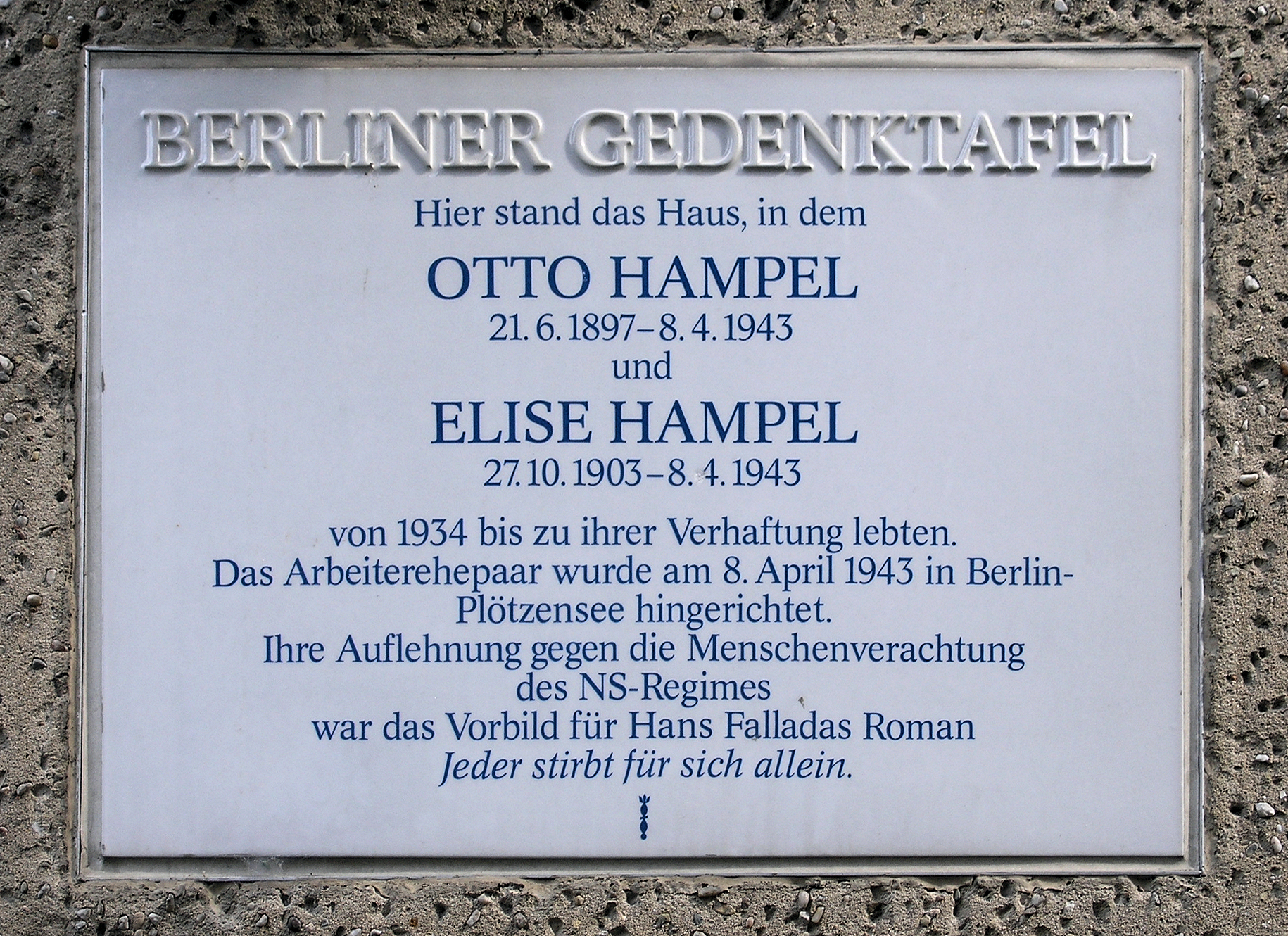
Placa commemorativa al lloc de l'antiga residència dels Hampel, Amsterdamer Straße 10 a Berlín

La seva vida es va ficcionar a la novel·la de Hans Fallada, on es diuen Otto i Anna Quangel, i és el seu fill qui és assassinat, més que el germà de la dona. La versió en anglès del llibre publicat per Melville House Publishing inclou un apèndix que conté algunes pàgines de l'arxiu real de la Gestapo, incloses fotografies, confessions signades, informes policials i diverses de les postals reals utilitzades en la protesta.
Hi ha hagut cinc adaptacions cinematogràfiques de la novel·la: Jeder stirbt für sich allein, dirigida per Falk Harnack a Alemanya Occidental el 1962; una minisèrie de televisió dirigida per Hans-Joachim Kasprzik i produïda per DEFA a Alemanya de l'Est el 1970; una versió cinematogràfica dirigida per Alfred Vohrer el 1975, estrenada en anglès com Everyone Dies Alone el 1976, en què Hildegard Knef, que va guanyar el premi a la millor actriu al Festival Internacional de Cinema de Karlovy Vary, va interpretar "Anna Quangel". Es va convertir en una minisèrie de televisió de tres parts a la República Txeca el 2004, dirigida per Dušan Klein . Una pel·lícula de 2016 Alone in Berlin, protagonitzada per Emma Thompson i Brendan Gleeson com Anna i Otto, va ser seleccionada per competir per l'Os d'Or al 66è Festival Internacional de Cinema de Berlín el 2016.